# 萩原静子
萩原 静子（蘒原静子）（はぎわら しずこ）は、江戸時代末期（幕末）から明治時代の公家女性。橋本実麗の正室。

## 経歴
父は正二位左馬頭萩原員維。母は吉田良連の娘・信子。父の母は家女房だが、祖父萩原従言の正室（祖母）は甘露寺規長の娘・常子である。1830年頃に橋本実麗と婚約する。橋本麗子、橋本松子を産む。2人には女児にしか恵まれず、小倉輔季の子・橋本実梁を養子にむかえる。また麗子が夫・東坊城夏長と離縁し、まだ生まれて間もない橋本夏子を連れ帰った際には養育する。後に夏子が明治天皇の側室として宮仕えする際にも父・橋本実麗、生母・萩原静子として届けられている。